# Geranomyia lemniscata
Geranomyia lemniscata is een tweevleugelige uit de familie steltmuggen (Limoniidae). De soort komt voor in het Neotropisch gebied.